# John Rutter
Pour les articles homonymes, voir Milford et Rutter.

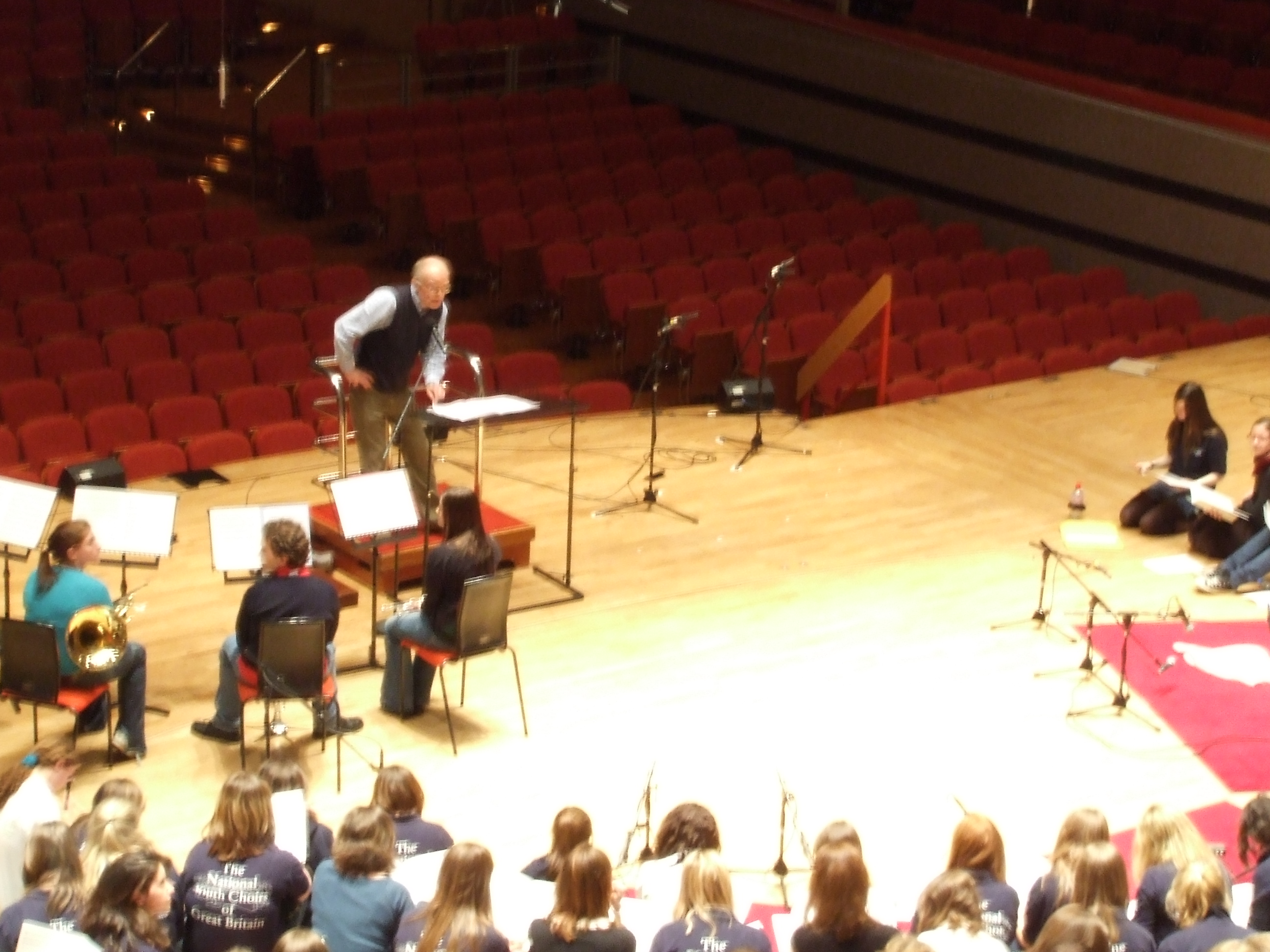
John Rutter lors d'une répétition à Birmingham en 2008.

John Milford Rutter, né le 24 septembre 1945 à Londres, est un compositeur et chef de chœur britannique.

## Biographie
Né le 24 septembre 1945 à Londres, il fait ses études à la Highgate School de Londres, où il fréquente John Tavener. Il suit des études de solfège au Clare College (Cambridge) dont il devient membre du chœur. Il devient chef de ce chœur puis directeur musical de 1975 à 1979. En 1974, à l'occasion d'un séjour aux États-Unis, il dirige sa première cantate, Gloria, au Witherspoon Hall d'Omaha. En 1981, il fonde son propre chœur, les Cambridge Singers, spécialisé dans la musique chorale sacrée. Cet ensemble vocal a depuis réalisé de nombreux enregistrements, notamment des propres œuvres de Rutter.
John Rutter dirige également de nombreux autres chœurs et orchestres à travers le monde. Il travaille également comme arrangeur et éditeur musical. Il a ainsi édité les fameux recueils Carols for Choirs en collaboration avec Sir David Willcocks.
En 1985 il a été intronisé en tant que patron national du Delta Omicron, une fraternité internationale de musique professionnelle.

## Compositions
L'œuvre de John Rutter est avant tout marquée par ses compositions pour chœur. Héritier de la tradition liturgique anglaise, il compose principalement des pièces religieuses qui peuvent être aisément interprétées par des chœurs non professionnels, comme Love Came Down at Christmas de Christina Rossetti. Ses œuvres les plus connues sont son Requiem (1985),  son Magnificat (1990), Psalmfest (1993) et sa Mass of the Children (2003), toutes des œuvres religieuses. Il a également harmonisé ou adapté de nombreux cantiques. Il ne cherche pas à se laisser enfermer dans une image de musicien d'église. En 2003, il a déclaré à CBS : « Je ne pense pas qu'il soit nécessaire d'être particulièrement religieux, ou de chercher à promouvoir la foi religieuse de quelque manière que ce soit, pour composer de la musique religieuse de qualité. »,.
Ses œuvres mêlent une inspiration classique et une autre, proche de ce qu'on peut entendre à Broadway. Il est ainsi possible de le rapprocher d'un autre compositeur anglais, Andrew Lloyd Webber, auteur de musiques religieuses mais aussi et surtout auteur de comédies musicales (Cats, Evita, The Phantom of the Opera, Jesus Christ Superstar, , etc.).
John Rutter a également écrit de la musique profane, notamment des opéras pour enfants et des pièces pour orchestre.